# باشگاه فوتبال سکالیتسا
باشگاه فوتبال سکالیتسا (انگلیسی: MFK Skalica) یک باشگاه فوتبال مستقر در سکالیتسا، اسلواکی است که در حال حاضر لیگ دسته اول فوتبال اسلواکی، بالاترین سطح لیگ فوتبال در این کشور به فعالیت می‌پردازد.

## حامیان مالی
| Period    | Kit manufacturer | Shirt sponsor |
| --------- | ---------------- | ------------- |
| 2015–2020 | نایکی            | none          |
| ۲۰۲۰–۲۰۲۲ | پوما اس‌ئی        | none          |
| ۲۰۲۲-     | پوما اس‌ئی        | تیپ‌اسپرت      |